# Hans Roth (Astronom)
Hans Roth (* 1945) ist ein Schweizer Amateurastronom. Er ist Vizepräsident und Pressesprecher der Schweizerischen Astronomischen Gesellschaft (SAG). In der Astronomie wurde er bekannt durch das astronomische Jahrbuch „Der Sternenhimmel“, an dem er seit 1986 Mitautor und seit 1998 alleiniger Herausgeber ist.
Roth unterhält in Schönenwerd eine Privatsternwarte. Er war Gymnasiallehrer an der Kantonsschule Olten und unterrichtete Mathematik und Physik. Als Mitglied der SAG hält er regelmässig astronomische Vorträge, unter anderem an der Volkssternwarte Aarau.